# Clara Luciani
Clara Luciani (Martigues, 10 juli 1992) is een Franse singer-songwriter. Ze is bekend van de rockband La Femme, en in 2018 is ze solo doorgebroken met de single La Grenade. Sindsdien heeft ze twee studio-albums opgenomen, Sainte-Victoire en Coeur, die beide tweemaal platina hebben gehaald.  
In 2020 en 2022 won ze bij de Victoires de la musique, de meest prestigieuze Franse muziekprijs, de prijs voor de beste vrouwelijke artiest. In 2022 werd ook haar album Coeur met een victoire de la musique bekroond voor beste album. Van dit album werd Le reste een hit in Frankrijk.